# Деметра
Деметра (на старогръцки: Δημήτηρ) е в древногръцката митология е богиня на земеделието, плодородието и на зараждащия се живот. В римската митология е позната като Церера. В нейна и на дъщеря й Персефона (Прозерпина) чест се извършват Елевзинските мистерии - тайни ритуали, практикувани в град Елевсина, в областта Атика, Гърция. Поради своята тайнственост, празникът не е обстойно проучен, но недобре запазени надписи дават някои ценни сведения за него. При много антични автори и от по-късно време се срещат отделни споменавания на мистериите, повечето от които съдържат данни, допълващи сведенията от останалите извори, най-важният от които се счита за дело на Омир.
Дъщеря е на Кронос и Рея и сестра на бога-гръмовержец Зевс, вожд на Олимпийските богове, който е и баща на Персефона. От Ясион е майка на Плутос, божество на богатството. В Късната Античност култът към Деметра се смесва с този на Кибела, но първата се почита най-вече от простолюдието, а втората - от аристокрацията. Тя е и едно от божествата, асоциирани със съзвездието Дева.

## Митология
В Древността Деметра е наричана „носителка на сезоните“. Това е свързано със славата й на благодетелка на хората, които според легендата получават от нея първите си земеделски умения Тя дава на културния герой Триптолем, син на елевзинския цар Келей, семена от пшеница, които той засява, разнасяйки ги "по целия свят", а с това - и култа й.
Самата богиня също е известна с дългите си странствания, свързвани с това, че Персефона е отвлечена от бог Хадес, господар на Подземното царство (Аид), който се жени за нея. Богинята-майка тръгва да я търси и докато обикаля се натъква на морския бог Посейдон, който се влюбва в нея. Тя отблъсква задирянията му и той се впуска да я преследва. С надеждата да му попречи да я изнасили, тя превръща/преобразява в кобила и се скрива сред табун/стадо коне. Той пък, забелязал това, става на свой ред жребец и я обладава, в резултат на което тя ражда митичният говорещ с човешки глас кон Арейон. Накрая богинята намира дъщеря си, но не успява да си я върне запостоянно, а тя се връща при нея ежегодно само за част от годината (напролет), докато другата прекарва при съпруга си.
Също с изчезването на Персефона и със семейството на Келей от Елевзина е свързван и произходът на Елевзинските мистерии, който в митологията се обяснява с това, че докато майка й я издирва, се спира в дома му и за да се отблагодари за проявеното към нея гостоприемство се опитва да превърне Демофонт, новородения син на царя и жена му Метанира, в безсмъртен, мажейки го с амброзия и печейки го на огън, но майката й попречва, смятайки че възнамерява да го убие. Сред изворите, които дават сведения за това, за най-съществен се смята "Омиров химн на Деметра”. Според него, скитащата в търсене похитена от Хадес Кора, богиня отива в Елевсина преоблечена/преобразена, като старица, представяйки се за жертва на пирати. Приета е добре и остава в двореца на Келей да се грижи за бебето му, но после нейната божественост е разкрита. Тя нарежда строеж на храм в нейна чест, надзирава работата и основава мистериите като изкупителна церемония, а цар Келей става първият висш свещеник, зает с тях.